# Max Maddalena
 (mars 2025).
Maximilian Maddalena (né le 17 janvier 1895 à Riedheim, mort le 22 octobre 1943 à la prison de Brandebourg-Görden) est un homme politique allemand et résistant allemand au nazisme.

## Biographie
Maddalena, fils d'un carreleur italien, rejoint la Fédération allemande des travailleurs de la métallurgie (DMV) en 1911 et le SPD en 1913. En 1918, il vient à l'USPD. Après l'union de l'USPD (à gauche) avec le KPD fin 1920, Maddalena est membre du KPD.
Il vit son enfance dans un milieu modeste auprès de sa grand-mère Monika Osswald à Riedheim, où il va à l'école primaire jusqu'en 1909. Il est ouvrier dans la sidérurgie Georg Fischer à Singen, où il vit à partir de 1913. Avec sa mère, il est condamné à la prison par le tribunal régional de Constance en juin 1913 pour contrebande d'édulcorants. En 1914, il se porte volontaire pour la marine, est promu sous-officier en 1917, est grièvement blessé à plusieurs reprises et reçoit la croix de fer 1re et 2e classe et la Médaille du mérite du grand-duché de Bade.
De l'automne 1920 à la fin de 1924, il dirige la section locale de Singen de la DMV. En tant que dirigeant syndical, il est orateur lors de rassemblements et de manifestations. De janvier à avril 1925, il travaille dans la section syndicale du Comité central du KPD, puis dirige l'organisation du KPD dans l'État libre populaire de Wurtemberg.
En octobre 1925, il devient membre du secrétariat de la section de Wasserkante à Hambourg. Il devient membre du Reichstag lors des élections législatives allemandes de 1928 et fait du groupe communiste. De fin 1930 à mi-1932, il est membre du Comité du Reich de l'Opposition syndicale révolutionnaire (de) (RGO) et chef de la section métallurgique au sein de la RGO. En tant qu'agitateur politique, il est souvent en conflit avec la justice. Seule son immunité de député le protège d'une peine de deux ans, à laquelle il est condamné en 1931.
À partir de juin 1932, Maddalena est représentant du RGO à l'Internationale syndicale rouge (ISR) à Moscou. Le 11 mars 1935, il retourne en Allemagne au nom du Comité central du KPD pour soutenir la direction illégale du pays. Le 27 mars 1935, il est arrêté à Berlin et détenu à la prison de Moabit. Le Volksgerichtshof condamne Maddalena le 4 juin 1937 pour « préparation à la trahison » à la prison à vie. Maddalena meurt au pénitencier de Brandebourg-Görden en raison d'un grave trouble de l'estomac et les soins médicaux furent insuffisants.
Maddalena a un fils du même nom. Max Maddalena junior (1917-1942) reste en URSS après avoir émigré en 1932 et est victime de la purge stalinienne. Arrêté deux fois, en 1938 et 1941, et finalement condamné à cinq ans d'exil dans le kraï de Krasnoïarsk, le fils meurt plus tôt que son père le 14 juillet 1942 à l'hôpital de la prison.

## Commémoration
Des rues de Rostock et Singen portent son nom. La Max-Maddalena-Strasse à Singen est rebaptisée Harsenstrasse en 1959 conformément à la résolution du conseil municipal (pendant la guerre froide, de nombreuses victimes du régime nazi communistes se voient refuser la réhabilitation). Il y a à nouveau une Max-Maddalena-Straße dans une zone de développement de Singen.
Son nom est également sur une pierre commémorative pour les victimes du nazisme dans le cimetière forestier de Singen. Une Stolpersteine est posée en 2011 devant la maison Schwarzwaldstraße 30 à Singen.
Dans sa commune natale de Hilzingen-Riedheim, une pierre commémorative est inaugurée le 5 juillet 2009 à l'entrée de la ville.
Son nom fait partie du Mémorial en souvenir des 96 membres du Reichstag assassinés par les nazis.